# Простки (гміна)
Гміна Просткі (пол. Gmina Prostki) — сільська гміна у північній Польщі. Належить до Елцького повіту Вармінсько-Мазурського воєводства.
Станом на 31 грудня 2011 у гміні проживало 7556 осіб.

## Територія
Згідно з даними за 2007 рік площа гміни становила 230.47 км², у тому числі:
- орні землі: 66.00%
- ліси: 22.00%

Таким чином, площа гміни становить 20.73% площі повіту.

## Населення
Станом на 31 грудня 2011:
| Опис     | Загалом | Загалом | Чоловіки | Чоловіки | Жінки | Жінки |
| -------- | ------- | ------- | -------- | -------- | ----- | ----- |
| одиниця  | осіб    | %       | осіб     | %        | осіб  | %     |
| все      | 7556    | 100     | 3840     | 50.82    | 3716  | 49.18 |
| міське   | 0       | 100     | 0        |          | 0     |       |
| сільське | 7556    | 100     | 3840     | 50.82    | 3716  | 49.18 |

## Сусідні гміни
Гміна Просткі межує з такими гмінами: Біла Піська, Ґраєво, Ґраєво, Елк, Каліново, Райґруд, Щучин.